# Cooperativa

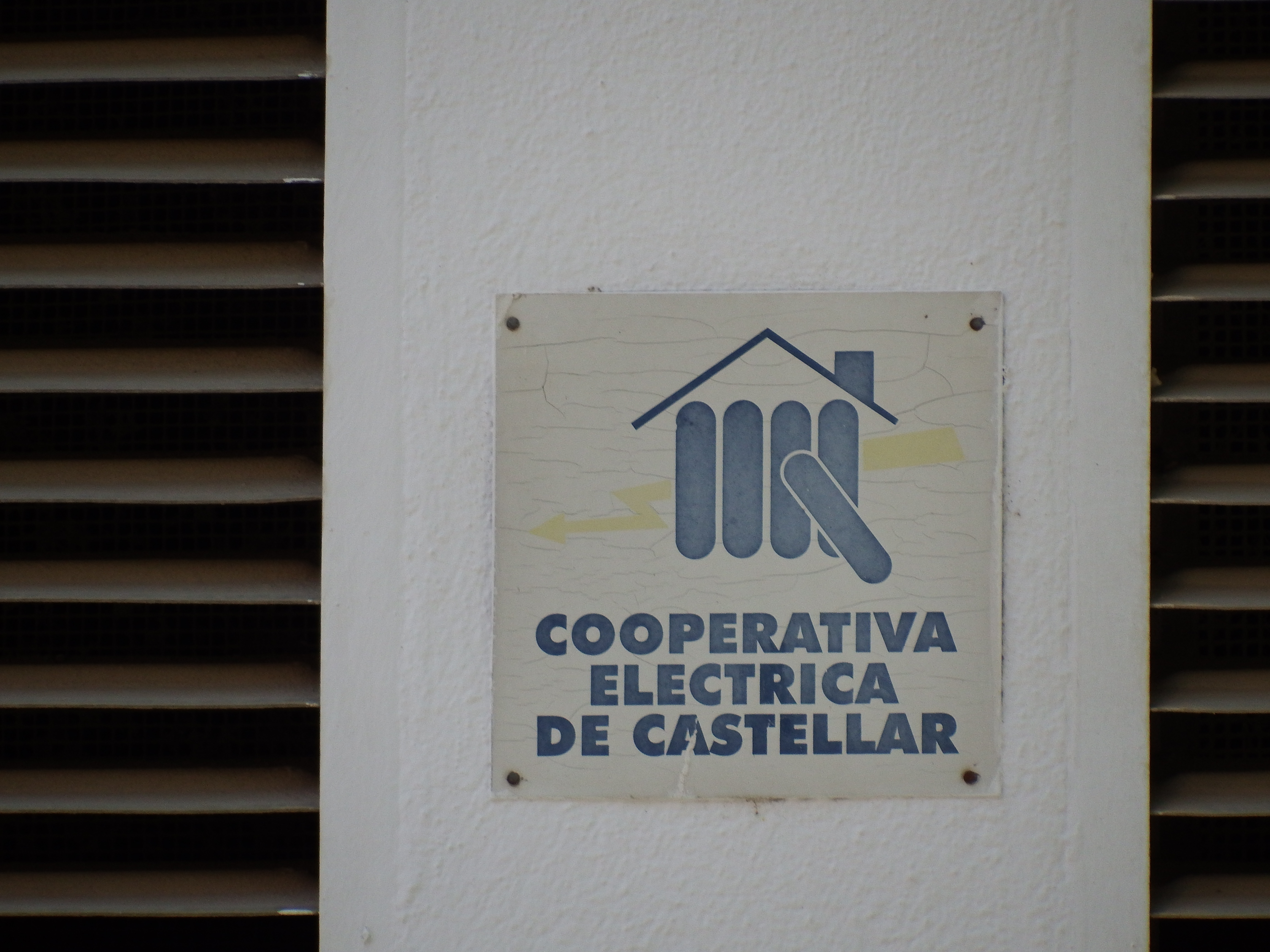
Cooperativa referida a servicios.

Una cooperativa es una asociación autónoma de personas unidas voluntariamente para formar una organización democrática cuya administración y gestión debe llevarse a cabo de la forma que acuerden los socios, generalmente en el contexto de la economía de mercado o la economía mixta, aunque las cooperativas se han dado también como parte complementaria de la economía planificada. Su intención es hacer frente a las necesidades y aspiraciones económicas, sociales y culturales comunes a todos los socios mediante una empresa. La diversidad de necesidades y aspiraciones (trabajo, consumo, comercialización conjunta, enseñanza, crédito, etc.) de los socios, que conforman el objeto social o actividad corporativizada de estas empresas, define una tipología muy variada de cooperativas. 
La Alianza Cooperativa Internacional (ACI) en 1995 adoptó una Declaración de Identidad Cooperativa durante su II Asamblea General realizada en la ciudad de Mánchester, donde se incluye como definición de cooperativa la que dice que "Una cooperativa es una asociación autónoma de personas que se han unido voluntariamente para hacer frente a sus necesidades y aspiraciones económicas, sociales y culturales comunes por medio de una empresa de propiedad conjunta y democráticamente controlada."
Los principios cooperativos constituyen las reglas básicas de funcionamiento de estas organizaciones. La Ley Andaluza de Cooperativas del año 2011 suma dos nuevos principios cooperativos. La Alianza Cooperativa Internacional (ACI) es la organización internacional que desde el año 1895 aglutina y promueve el movimiento cooperativo en el mundo. La cooperativa constituye la forma más difundida de entidad de economía social.
El principal identificador de las cooperativas y el cooperativismo en internet es el dominio ".coop".
En 2016, la Unesco declaró a las cooperativas y al movimiento cooperativo como Patrimonio Inmaterial de la Humanidad.

## Tipos de cooperativas

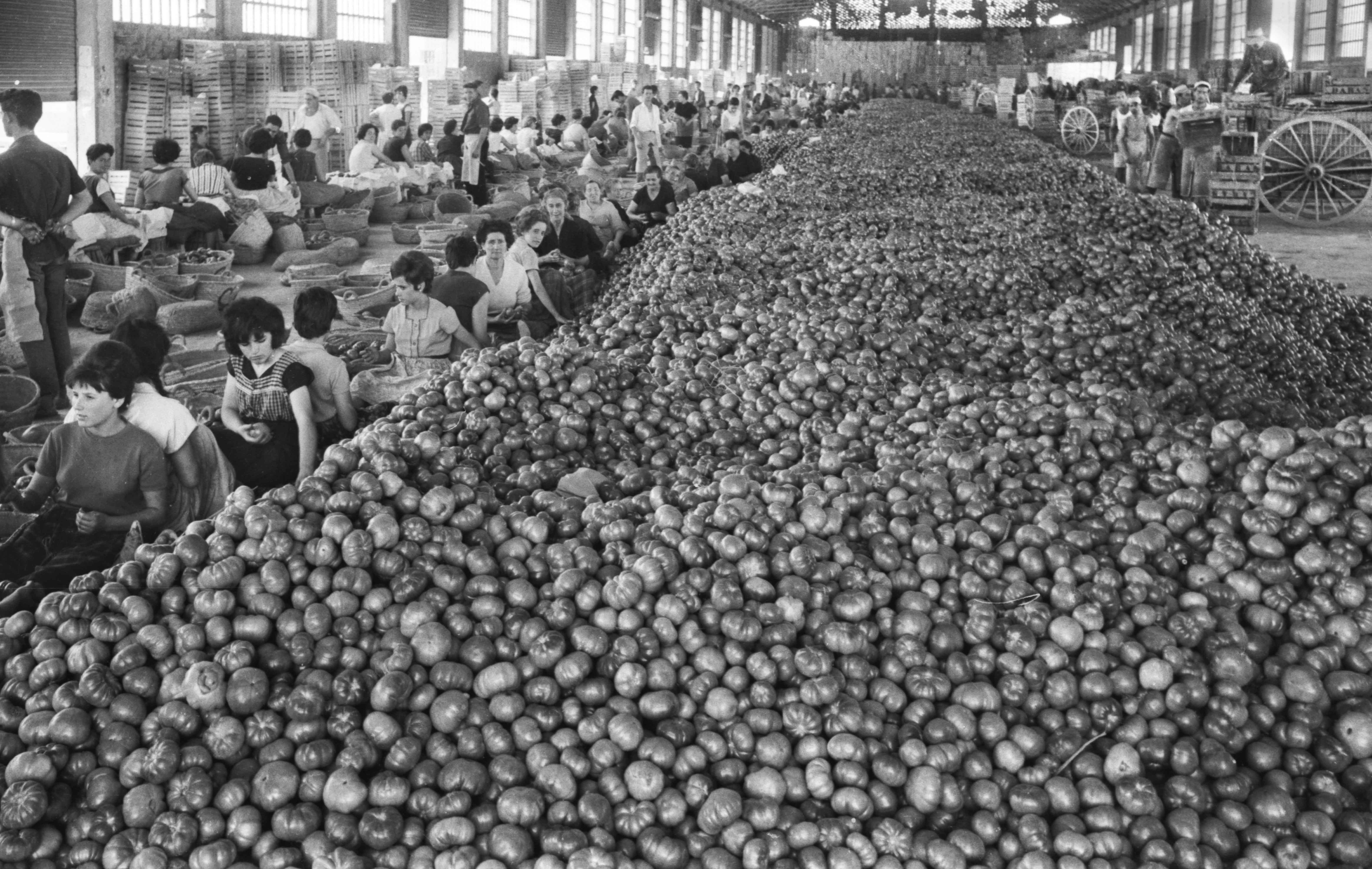
Cooperativa agraria de Alginet, 1963

Aunque se hacen diversas clasificaciones de las cooperativas, es usual atender principalmente a la actividad o fin que desempeñan.
Hay diferentes tipos de cooperativas:
- Cooperativa de trabajo asociado o cooperativa de producción.
- Cooperativas sociales también consideradas como una forma de cooperativas de trabajo.
- Cooperativa de ahorro y crédito
- Cooperativa de consumidores y usuarios
- Cooperativa agraria
- Cooperativa de servicios: tienen por objeto realizar toda clase de prestaciones, servicios o funciones económicas, no atribuidas a otras sociedades reguladas por esta Ley, con el fin de facilitar, promover, garantizar, extender o completar la actividad o los resultados de las explotaciones independientes de los socios, o los constituidos por profesionales y artistas que desarrollen su actividad de modo independiente y tengan como objeto la realización de servicios y ocupaciones que faciliten la actividad profesional de sus socios.
- Cooperativa de viviendas: formadas para la consecución de hogares.
- Cooperativa de transporte: es un grupo de conductores o choferes, pilotos que deciden trabajar directamente en forma organizada y conjunta para prestar un servicio eficiente a la comunidad, a través del transporte de personas o cargas.
- Cooperativa de turismo: cuyo objetivo es realizar turismo, o promoverlo en una zona determinada.
- Cooperativa de artistas: organizaciones de músicos, poetas, escritores, actores, etc.
- Cooperativa de artesanos: cooperan para la distribución y venta de sus trabajos.
- Cooperativa de enseñanza: destinadas a brindar servicios educativos a los socios, sus hijos y/o la comunidad.
- Cooperativa escolar: las cooperativas escolares son sociedades de alumnos administradas por ellos mismos con el concurso de los maestros con vistas a actividades comunes. Inspirados en un ideal de progreso humano basado en la educación moral de la sociedad de los pequeños cooperadores por medio de la sociedad y el trabajo de sus miembros.
- Cooperativa de comercio
- Cooperativa de suministros
- Cooperativa farmacéutica
- Cooperativa de medios
- cooperativa de servicios públicos: prestan algún servicio útil y necesario para la comunidad, como ser el agua y saneamiento, taxi, teléfonos, recolección de basura, etc.
- Cooperativa mixta: son las que combinan a diferentes tipos de cooperativas.

Existen también algunos tipos más específicos, como los de cooperativa de explotación comunitaria de la tierra, cooperativas energéticas de energías renovables, cooperativa de electrificación rural o cooperativa del mar.

## Valores cooperativos
- Ayuda mutua: es el accionar conjunto para la solución de problemas comunes o la cooperación.
- Responsabilidad: es la capacidad de responder ante los actos, nivel de desempeño en el cumplimiento de las actividades para el logro de metas, sintiendo un compromiso moral con los asociados.
- Responsabilidad social: compromiso con la comunidad, preocupación por los demás.
- Democracia: toma de decisiones colectivas por los asociados (mediante la participación y el protagonismo) a lo que se refiere a la gestión y control de la cooperativa.
- Igualdad: todos los asociados tienen iguales deberes y derechos.
- Equidad: justa distribución de los excedentes entre los miembros de la cooperativa.
- Solidaridad: apoyar, cooperar en la solución de problemas de los asociados, la familia y la comunidad. Comunidad de intereses y propósitos.
- Honestidad y transparencia: honradez, la dignidad y la decencia en la conducta de los asociados. Se oponen al encubrimiento, el falseamiento de la información y al engaño.
- Esfuerzo propio: motivación, fuerza de voluntad de los miembros con el fin de alcanzar metas previstas dando lo mejor de cada uno.

## Principios

### Principios actuales
Los principios actuales fueron aprobados en la Asamblea de la Alianza Cooperativa Internacional en Mánchester, el 23 de septiembre de 1999
1. Adhesión abierta y voluntaria. Las cooperativas son organizaciones voluntarias, abiertas para todas aquellas personas dispuestas a utilizar sus servicios y dispuestas a aceptar las responsabilidades que conlleva la condición de socios, sin discriminación de género, raza, clase social, orientación sexual, posición política o religiosa.
2. Control democrático de los socios o miembros. Participación activa, con responsabilidad ante la asamblea general y los socios por parte de las autoridades electas. Cada socio siempre tiene derecho a un solo voto, independientemente de su aporte.
3. Participación económica de los socios o miembros. Equidad. Compensación limitada. Los excedentes de cada período contemplan en primer lugar reservas, educación y solidaridad.
4. Autonomía e independencia. Asociarse sin hacerse dependiente, y sin responder a intereses externos.
5. Educación, entrenamiento e información. A socios, dirigentes, gerentes y empleados. Pero también, informar a la comunidad sobre el cooperativismo. Este principio se une al 7.º.
6. Cooperación entre cooperativas. A través de estructuras locales, regionales y nacionales; con el fin de servir mejor y de dar apoyo a nuevas entidades.
7. Compromiso con la comunidad. Desarrollo sustentable, solidaridad, aceptación de los socios, responsabilidad social.

### Principios clásicos
Los siguientes principios fueron sistematizados en el año 1937 por la Alianza Cooperativa Internacional:
- Libre adhesión o puertas abiertas.
- Control democrático.
- Retorno de excedentes a cada miembro, en proporción a su contribución con los mismos.
- Interés limitado del capital (gran diferencia con las sociedades).
- Neutralidad: principalmente en lo político y religioso. Modernamente se ha extendido también la neutralidad al plano racial, étnico, por nacionalidad, sectario, ideológico, sindical, etc.
- Venta al contado (principio que ha ido cediendo) y a precios de mercado.
- Fomento y educación cooperativa: difundir los valores cooperativos entre los miembros y la sociedad en general.

### Otros principios
Algunos autores[¿quién?] reconocen otros principios:
- Mutualidad: sólo los miembros pueden hacer uso de los servicios de la cooperativa, en tanto no sea una empresa comercial y por lo tanto no tenga afán de lucro, ni hacerse de una clientela.
- Indisponibilidad de las reservas: en caso de liquidarse la cooperativa, aquellas no pasarán a sus miembros. La capitalización sucesiva de excedentes (que forman las reservas) está pensada en favor de la cooperativa, y no de sus integrantes.
- Integración cooperativa (o federalismo cooperativo): desde que adquiere su fuerza en el número de sus miembros.

## Estructura cooperativa
La cooperativa se basa normalmente en el modelo de producción de empresas privadas, tomándola como núcleo del quehacer económico aunque como modelo de sociedades mercantiles también presenta algunas particularidades en su estructura.
A continuación un cuadro que intenta explicar las diferencias entre empresa cooperativa y sociedad mercantil clásica.
| Empresa clásica | Empresa cooperativa |
| El reparto de las ganancias no es equitativo entre trabajadores y socios, sino con base en sueldos acordados bajo contrato | Las ganancias se reparten en partes equitativas, sin formar una pirámide salarial                                                                   |
| Órgano de gobierno: el accionariado, que es cualquier persona que tenga suficientes acciones compradas (en empresas cotizadas en bolsa) o bien asociados. | Órgano de gobierno: los socios, en asambleas, que son todos aquellos que trabajan e integran la cooperativa                                         |
| Los trabajadores no suelen tener el mismo poder de decisión que los accionistas o socios, sin embargo, existen diferentes niveles de poder y responsabilidades según el puesto asignado.                                                                               | Los socios o trabajadores, independientemente de su puesto laboral o responsabilidad, tienen igual voz y voto en las asambleas.                     |
| Los empresarios buscan obtener beneficios monetarios o influencias | Los cooperativistas buscan solucionar sus necesidades                                                                                               |
| Con la ganancia se beneficia sólo el empresario | Con los excedentes se beneficia la cooperativa y por tanto, sus socios                                                                              |
| Principal objetivo: aumentar beneficios para el accionista | Principal objetivo: satisfacer las necesidades que motivaron la cooperativa                                                                         |
| Los beneficios se distribuyen entre los accionistas | Los beneficios, que no tienen por qué ser monetarios, se distribuyen entre los socios o se reinvierten en la cooperativa, según estatutos.          |
| Órgano de gobierno: el accionariado. | Órgano de gobierno: los socios, en asambleas. |
| Los trabajadores no tienen poder. | Los socios o trabajadores tienen voz y voto en las asambleas.                                                                                       |
| El número de socios es limitado | El número de socios es ilimitado, según estatutos                                                                                                   |
| Los objetivos son independientes del socio | Los objetivos son dependientes de las necesidades de los socios                                                                                     |
| El número de socios es ilimitado para cualquier persona física que compren acciones (en empresas cotizadas en bolsa), o bien limitada solo a los socios en caso de SRL( Sociedades de Responsabilidad Limitada) o sociedades anónimas que no cotizan en bolsa de valor | El número de socios se define bajo estatutos, por lo que no es algo común a todas las cooperativas; depende de cada una                             |
| Los objetivos son independientes del socio, aunque sean motivados por el mismo interés. | Los objetivos son dependientes de las necesidades de los socios, pero al igual que en sociedades mercantiles, suele ser la ganancia para sus socios |

Si bien hay diferencias sustanciales entre la organización y el reparto de beneficios, en los dos casos el interés común es generar ganancias para poder satisfacer necesidades propias, más allá de cual sea la motivación de cada persona

## Historia
El movimiento cooperativo nació en el marco de la Revolución Industrial, durante el siglo XX para que sus socios en la empresa obviamente pudieran o tuvieran acceso a mejores condiciones posibles de precio y calidad (cooperativas de consumo), evitando intermediarios, para maximizar las rentas de los cooperativistas.
Una de las primeras experiencias cooperativas data de 1844, cuando se crea en Rochdale, Inglaterra, la cooperativa de consumo Sociedad Equitativa de los Pioneros de Rochdale (en 1769, se había fundado la cooperativa de consumo de la Sociedad de las Hilanderas de Fenwick o "Fenwick Weavers' Society", en East Ayrshire, Escocia). Simultáneamente surgen otras experiencias en Francia, España y otros países europeos. Entre los primeros grandes pensadores del cooperativismo se encuentran Robert Owen, Charles Fourier y Friedrich Wilhelm Raiffeisen, respectivamente, galés, francés y alemán, los que hicieron una crítica en la que proponían que la solución de problemas sociales se puede lograr a través de la cooperación entre los individuos.
La vieja bandera del movimiento cooperativo estaba representada por los 7 colores del arcoíris, que simbolizaba al mismo tiempo la diversidad y la esperanza. El color rojo representaba el fuego y el amor que une a las personas; el anaranjado recordaba a un amanecer glorioso; el amarillo por el color del sol que da luz, calor y vida; el verde representaba la esperanza; el azul celeste figuraba como reflejo de la ilusión; el azul marino o índigo encarnaba el valor que nos impulsa a buscar nuevas rutas; y finalmente el violeta significaba la humildad y la virtud.
Posteriormente, en el Congreso de la ACI de 1995, se decidió cambiar la clásica bandera del cooperativismo por una bandera de fondo blanco con un arcoíris que se rompe para convertirse en palomas en pleno vuelo.
Durante 2012 se celebró el Año Internacional de las Cooperativas, según lo proclamado por la Asamblea General de las Naciones Unidas.

## Cooperativas en el mundo

### América

#### Argentina
En Argentina las cooperativas se rigen por la Ley Nacional 20.337. El organismo estatal de control actualmente es el Instituto Nacional de Asociativismo y Economía Social (INAES).
Con respecto a la constitución de cooperativas, los asociados fundadores deben asistir a un curso de información y capacitación sobre cooperativismo.
Hay provincias en la Argentina donde podemos observar una mayor organización del sector cooperativo, pero no podemos[¿quién?] decir que existan lugares donde un grupo de asociados no se organicen bajo este sistema.[cita requerida] La Constitución de la Provincia de Misiones se encuentra relacionada con el cooperativismo: al fomentarla en la educación, otorgarle privilegios para la entrega de lotes, explotación de recursos y servicios al mismo nivel que organismos públicos, etc.
En 2016 Argentina contaba con un número aproximado de 30 000 cooperativas activas de diferentes tipos: agropecuarias, de vivienda, de consumo, de crédito, de provisión, de servicios públicos, de trabajo. De acuerdo con el último Censo de Cooperativas y Mutualismo realizado por el INAES en 2008, se contabilizaban 12.760 cooperativas en el país y 4166 mutuales. En su conjunto generaban 265.054 puestos de trabajo directos. Entre las primeras, un 59,7% correspondían a cooperativas de trabajo. Desde la década del 2000 se comenzaron a gestar numerosas empresas recuperadas por sus trabajadores, quienes las ocuparon y pusieron a funcionar luego de su abandono por los accionistas de las mismas. Estas empresas (principalmente fábricas) en su mayoría han preferido convertirse en cooperativas autogestionadas.

#### Chile
En Chile, según cifras del Ministerio de Economía, Fomento y Turismo, existen alrededor de 1200 empresas cooperativas activas, de diversos rubros, como servicios, agrícolas, campesinas, pesqueras, trabajo y  de ahorro y crédito, agrupando a más de un millón trescientas mil personas.[cita requerida]
Existen una gran cantidad de pequeñas y medianas empresas cooperativas en el mundo agrícola y ganadero. Suelen recibir apoyo estatal a través del Instituto Nacional de Desarrollo Agropecuario, institución creada para el desarrollo de la agricultura durante la reforma agraria de los años 1960; sin embargo, las cooperativas agrícolas más exitosas del país son Capel y Colún, y son anteriores a ese proceso.
Otra cooperativa reconocida a nivel nacional es Coopeuch, una cooperativa de ahorro y crédito creada originalmente en 1967 por funcionarios de la Universidad de Chile y que hoy está presente en todo el país; y también Coopercarab (Cooperativa de Carabineros), una serie de multitiendas presentes en varias ciudades.
Las cooperativas de vivienda chilenas también desarrollan una actividad importante en el ámbito de la vivienda adquirida con subsidio habitacional que entrega el Estado chileno. Una de las más importantes es Conavicoop, que desde 1975 ha construido más de 40.000 viviendas entre las regiones de Valparaíso y Araucanía, incluyendo la Región Metropolitana.
El organismo encargado de supervisar a las cooperativas y fomentar el crecimiento del sector cooperativo en Chile es el Departamento de Cooperativas, del Ministerio de Economía, Fomento y Turismo. Bajo este mismo nombre, en 1935 nace una de las radioemisoras líderes de ese país, llamándose primero Cooperativa Vitalicia, hoy simplemente Cooperativa.

#### Colombia
Aun cuando en Colombia el cooperativismo, como forma de las colectividades de gestionar sus intereses, traspasa las regulaciones nacionales, los distintos estados las han reconocido y regulado en sus ordenamientos jurídicos internos, habiéndolo hecho Colombia desde el gobierno de Enrique Olaya Herrera (1930-1934). Recientemente, la Ley 79 de 1988 y la Ley 454 de 1998, son las normas legales que regulan estas asociaciones de Derecho privado en Colombia, en donde han tenido especial desarrollo, las cooperativas de transportadores, las cooperativas de trabajo asociado y las administraciones públicas cooperativas. La Superintendencia de Economía Solidaria supervisa la preservación de los valores, principios, características, actividades, resultados y beneficios de los asociados a las cooperativas colombianas.
Administraciones Públicas Cooperativas.
Caracterizado el movimiento cooperativo por el autogestionar de sus partícipes del ente asociativo creado para la solución de sus problemas comunes, la realidad de las dificultades —esencialmente económicas—- que afrontaron algunos municipios pobres de Colombia, determinaron que se crearan a mediados del siglo XX allí, asociaciones de municipios que regidas bajo los principios cooperativos, vinieron a generar las que hoy se llaman Administraciones Públicas Cooperativas, orientadas a proporcionar soluciones a necesidades comunes de las territorialidades.
La idea inicial de aportaciones de los asociados en busca de realizar tareas de servicio común y bajo dirección colegiada de los miembros, permitió ciertamente el desarrollo de estas entidades, las que reconocidas expresamente en Colombia por el Decreto ley 1482 de 1989, con el tiempo sin embargo han planteado una encrucijada importante a la juridicidad de la Administración pública: ¿Puede una cooperativa de entidades públicas, regidas por el principio de que sólo pueden hacer lo que la ley les autorice (C.N. Art. 6), atender el principio de "autogestión" cooperativa, sin transgredir el derecho cooperativo y su propia naturaleza? No existe hoy todavía una solución autorizada sobre el punto, y las dificultades operativas que ha determinado esta tipología cooperativa, se resuelven con bandazos a veces inconcebibles, derivados de los órganos de control del Estado que pugnan por competencias discutibles frente a estos entes sociales. 

#### Costa Rica
En Costa Rica existe una gran cantidad de cooperativas, entre ellas las más reconocidas son: Cooperativa de Productores de Leche (a la que se identifica como Dos Pinos que es realidad un símbolo del cooperativismo), las Cooperativas de Electrificación Rural, las Cooperativas agrícolas para la exportación de productos y las Cooperativas de ahorro y crédito Credecoop R.L. Estas últimas mueven importantes cantidades de ahorro y crédito siendo en muchos casos de mayor volumen de activos que los bancos privados.
Las Cooperativas de Electrificación Rural se dedican a la distribución y generación de energía eléctrica para sus asociados. En Costa Rica existen cuatro cooperativas de este tipo: Coopelesca, Coopeguanacaste, Coopesantos y Coopealfaroruiz.

#### México
En México, se iniciaron las cooperativas en 1902, impulsadas por la Iglesia católica y bajo el sistema alemán, pero con la persecución religiosa de 1926 pereció el movimiento de las cooperativas. No fue sino hasta finales de 1951, por gestiones del secretariado Social Mexicano dirigido por el Padre Pedro Velásquez, después de publicar folletos sobre las cajas populares, que quedaron constituidas las tres primeras cooperativas en la Ciudad de México.
La cooperativa Cruz Azul, es un claro ejemplo de éxito. Es fundada en 1881 como sociedad netamente mercantil y extranjera beneficiada por el inglés Henry Gibbon, ubicada en una parte de la antigua Hacienda de Jasso, en 1932 es expropiada por el gobernador del Estado de Hidalgo, Bartolomé Vargas Lugo. Fue Don Guillermo Álvarez Macías con el que inició el cooperativismo moderno y sobrevive como empresa en un mundo globalizado.
En 1964 nace "Caja Morelia Valladolid" con el fin de contribuir al desarrollo social y económico de sus asociados y formar una caja de ahorro, se funda en la ciudad de Morelia, gracias al interés del Padre José Ibarrola, de ahí que en sus inicios se le dio el nombre de "Caja José Ibarrola", la cual hasta la fecha está regida bajo los principios del Cooperativismo Universal. Actualmente se encuentra autorizada por la Comisión Nacional Bancaria y de Valores (CNBV) para ser una entidad de ahorro y crédito regulada, que promueve y facilita la captación de recursos y posteriormente la distribución de créditos para los socios de una cooperativa con la seguridad de que sus recursos están protegidos.
En 1991 el ejecutivo federal publica la Ley General de Organizaciones y Actividades Auxiliares de Crédito en el cual se integraba la figura jurídica de Sociedad de Ahorro y Préstamo; este instrumento jurídico por vez primera reconocía a las cajas populares. Sin embargo sólo una veintena de cajas populares se adhirieron a esta ley.
En 1994, el movimiento cajista realizó consultas a los socios para definir la posición en el tratamiento de esta nueva ley. 62 cajas populares decidieron formar una sola institución nacional, por lo que en 1995 se constituyó Caja Popular Mexicana, Sociedad de Ahorro y Préstamo.
Existen también cooperativas de producción de servicios que se han enfocado al desarrollo del sector cooperativo, tal es el caso del Centro de Desarrollo Integral Cooperativo "Cedicoop", creado en el 2014, en donde se producen capacitaciones, consultorías, asesorías y creación e incubación de empresas bajo el modelo de cooperativas.
A nivel local, el 20 de enero de 2006, la III Legislatura de la Asamblea Legislativa del Distrito Federal, emitió el decreto por el cual, se crea la Ley de Fomento Cooperativo para el Distrito Federal. En esta Ley se destaca: su objeto, la definición de Sociedad Cooperativa y Fomento Cooperativo,  la constitución de un Consejo Consultivo del Distrito Federal y 16 Consejos Delegacionales, el Reglamento de la Ley,  las competencias y atribuciones del jefe de Gobierno, Secretarías y de los 16 Jefes Delegacionales.
- Artículo 1.- [...] tiene por objeto el establecimiento, la regulación y la coordinación de políticas, programas y acciones de fomento cooperativo para el desarrollo económico del Distrito Federal, [...]
- Artículo 2.- Definición del fomento cooperativo. [...] se entiende como fomento cooperativo el conjunto de normas jurídicas y acciones del Gobierno del Distrito Federal, para la organización, expansión y desarrollo del sector y movimiento cooperativo [...]
- Artículo 3.- Definiciones. Para los efectos de esta Ley, se entenderá por: I. Sociedad Cooperativa: a la forma de organización social integrada por personas físicas con base en intereses comunes y en los principios de solidaridad, esfuerzo propio y ayuda mutua, con el propósito de satisfacer necesidades individuales y colectivas, a través de la realización de actividades económicas de producción, distribución y consumo de bienes y servicios.
- Artículo 21.- Se constituirá un Consejo Consultivo de Fomento Cooperativo del Distrito Federal, como órgano de consulta en la materia, mismo que presidirá el jefe de Gobierno del Distrito Federal [...][14] El Reglamento de la presente Ley regulará el procedimiento de elección, así como la organización y el funcionamiento de este Consejo.

#### Paraguay
Las costumbres, organización y sistema de vida de los guaraníes constituyen el antecedente inmediato a la doctrina y práctica cooperativa en el país; todo esto, luego sería aprovechado a través de las reducciones jesuíticas. Los indígenas acostumbraban realizar amandayé o asamblea de la tribu, y practicar tanto el oñondivepá o trabajo solidario como el yopói o ayuda mutua.
En los años de 1940 surgen formalmente las primeras cooperativas, las cuales eran de producción y se rigieron -a falta de legislación especial- por el Código del Comercio; siendo el antecedente registrado más antiguo el de una cooperativa guaireña agroindustrial de viticultores y fabricantes de vino, creada en 1941. Ese mismo año, se sanciona el Decreto-ley n.º 13.635, que luego se convertiría en ley. El número de cooperativas fue creciendo paulatinamente en los siguientes cincuenta años. En 1972 se aprueba la nueva Ley n.º 349 de Cooperativas, que entre otras disposiciones crea la Dirección General de Cooperativismo, entidad gubernamental. Para 1983 se contaban con 162 cooperativas con más de 50 000 socios. En tiempos recientes, debido al gran crecimiento del movimiento, experimentado sobre todo desde los años de 1990, se aprueba la ley vigente, la n.º 438/94 de Cooperativas. Para el año 2011, datos oficiales indican la existencia de un total de 937 cooperativas, con 1.220.150 asociados, principalmente de ahorro y crédito, y de producción.
Desde hace unos años Paraguay es uno los países con más porcentajes de personas de cooperativistas -sobre la población total-, del mundo (cerca del veinte por ciento de los residentes en el territorio).[cita requerida]
Es un movimiento muy fuerte dando alta competencia a financieras y bancos por sus bajas tasas y por su fuerte desempeño social. Además, existen Mutuales para Jubilación Privada, aunque sus resultados aún son dudosos.
La principal organización es la Confederación Paraguaya de Cooperativas (CONPACOOP), la cual nuclea a las cooperativas y federaciones del país.
También existe un Instituto Nacional de Cooperativismo (INCOOP), una entidad gubernamental creada a partir de la Ley 2157/03: “Que regula el funcionamiento del INCOOP y establece su carta Orgánica”, la cual dice en su Art. 1° que: "Es persona jurídica de derecho público, autónoma y autárquica, de duración indefinida, será la Autoridad de Aplicación de la Legislación Cooperativa y Autoridad de Control de los Entes Cooperativos, y se regirá por las disposiciones de la presente Ley, los reglamentos y demás normas relativas al Cooperativismo". Su presidente es nombrado por el presidente de la república de una terna electa por la Asamblea Nacional de Cooperativas.

#### Perú
En el Congreso de la República, se ha creado una Comisión Especial Encargada de Evaluar el Cumplimiento de la Recomendación 193 de la OIT y formular un Nuevo Marco Jurídico para las Cooperativas, el cual está presidido por el congresista, Mg. José A. Urquizo Maggia.
El 16 de junio de 2010, la Comisión de Economía, Banca, Finanzas e Inteligencia Financiera, presidido por el congresista Luis Galarreta Velarde, sometió a debate el Proyecto de Ley n.º 3747, que precisa los alcances de los artículos 3.º y 66.º de la Ley General de Cooperativas, el mismo que fue sustentado por el presidente de la Junta Nacional del Café, César Rivas, y el asesor, César Manuel Quispe Luján, quienes señalaron que la propuesta legislativa plantea que, la SUNAT reconozca que entre el socio y su cooperativa, y viceversa, son actos cooperativos, el cual no generan obligaciones tributarias, de esta manera evitar una doble tributación, el mismo que siempre ha estado reconocido en la legislación cooperativa peruana.
Esta iniciativa fue apoyada por los congresistas (GPF), quién solicitó que este proyecto sea puesto a la orden del día y se someta al voto, el mismo que aceptado por unanimidad. En sus intervenciones apoyaron los congresistas Raúl Castro (UN) y Rolando Reátegui (GPF), así como por el congresista Yamashiro Oré (UN), quien afirmó que “las cooperativas cafetaleras dan una gran contribución al país, la SUNAT sabe cuánto se exporta y quiénes exportan café. Es injustificable que a los agricultores y a los productores se les imponga una doble imposición tributaria”, afirmó el legislador. Culminadas las intervenciones Galarreta Velarde sometió a votación el proyecto sin modificación alguna, aprobándose por mayoría.
Votaron a favor de la norma los congresistas: Rafael Yamashiro (UN), Rolando Reategui (GPF), Carlos Canepa (UPP), Daniel Abugattás (PNP) y César Zumaeta (PAP).

#### Venezuela
Las organizaciones cooperativas en Venezuela datan desde 1890 cuando se fundó la primera de ellas en la población andina de Chiguará en el Estado Mérida, como entidad de ahorro y crédito. Hacia 1900, en el oriente del país, en la Isla de Margarita, específicamente en la ciudad de Porlamar se funda una cooperativa de artesanos.
Ya en 1910 se promulga la Ley de Cooperativas, con grandes semejanzas a la par francesa. En 1919 las cooperativas son incorporadas al Código de Comercio como sociedades mercantiles, en la sección X De las Sociedades Cooperativas con un único artículo que refiere a la Ley correspondiente.

Artículo 353.- Todo lo relativo a las sociedades cooperativas se regirá por leyes especiales y sus reglamentos.

En 1937, el entonces Presidente Eleazar López Contreras promovió el cooperativismo con ordenanzas a los otros Presidentes de Estados (ahora Gobernadores) para fomentar la constitución de este tipo de sociedades en las regiones. En 1944, el Estado es obligado a promover y amparar el cooperativismo mediante una nueva Ley de Cooperativas promulgada durante el ejercicio del Presidente Isaías Medina Angarita.
En 1960 se funda en el estado Falcón la primera Cooperativa que es expresión de una nueva concepción de Cooperativismo Venezolano. Es la cooperativa Tacuato en Punto Fijo.
Posteriormente, en 1966 fue promulgada la Ley General de Asociaciones Cooperativas, la cual además de profundizar la obligación del Estado en la promoción y desarrollo del cooperativismo, crea a la Superintendencia Nacional de Cooperativas (SUNACOOP)
En 1967 se funda la primera central cooperativa denominada Central Cooperativa de Servicios Sociales Lara (CECOSESOLA). Cecosesola se constituye como un organismo de integración cooperativa que integra una red de unas 50 organizaciones populares pertenecientes a los Estados Lara, Trujillo, Yaracuy, Portuguesa y Barinas. Las organizaciones que conforman la red cuentan con 20.000 personas asociadas de las cuales 1000 son trabajadoras asociadas. Los servicios, que se prestan a precios muy por debajo de los estipulados por el mercado, benefician a 70.000 familias, en la mayoría de los casos, provenientes de los sectores populares.

- Artículo 70: Son medios de participación y protagonismo del pueblo en ejercicio de su soberanía, […] en lo social y económico: […] las cooperativas en todas sus formas, incluyendo las de carácter financiero […]
- Artículo 118: Se reconoce el derecho de los trabajadores y trabajadoras, así como de la comunidad para desarrollar asociaciones de carácter social y participativo, como las cooperativas […]. Estas asociaciones podrán desarrollar cualquier actividad económica de conformidad con la ley. La ley reconocerá las especificaciones de estas organizaciones, en especial, las relativas al acto cooperativo …. El Estado promoverá y protegerá estas asociaciones […]
- Artículo 308: El Estado protegerá y promoverá […] las cooperativas, […] con el fin de fortalecer el desarrollo económico del país.

En 2001 fue promulgada una nueva Ley Especial de Asociaciones Cooperativas. Ya hacia 2008, SUNACOOP registraba más de 260.000 cooperativas en toda Venezuela, de las cuales 61.856. Esta cifra situaría a Venezuela como el país con mayor cantidad de cooperativas activas de América Latina.

### Europa
El Cooperativismo se halla vertebrado a nivel de la Unión Europea en una confederación denominada Cooperatives Europe. Existen diferentes instancias públicas de la Unión Europea activas en materia de cooperativas y economía social, como son el Intergrupo de la economía social del Parlamento Europeo y el Comité Económico y Social Europeo.

#### España
En España las cooperativas se hallan reguladas actualmente por diversas Leyes autonómicas de cooperativas. La Ley estatal 27/1999 del 16 de julio, de Cooperativas se aplica a las sociedades cooperativas que desarrollen su actividad cooperativizada bien en el territorio de varias comunidades autónomas, o bien realicen principalmente su actividad cooperativizada en las ciudades de Ceuta y Melilla.
La Ley 20/1990, de 19 de diciembre, sobre Régimen Fiscal de las Cooperativas divide a las cooperativas entre no protegidas, protegidas y especialmente protegidas.
De acuerdo con la Ley 27/1999, de Cooperativas, una cooperativa puede pertenecer a alguna de las siguientes clases:
- Cooperativa de trabajo asociado.
- Cooperativa de consumidores y usuarios.
- Cooperativa de viviendas.
- Cooperativa agraria.
- Cooperativa de explotación comunitaria de la tierra.
- Cooperativa de servicios.
- Cooperativa del mar.
- Cooperativa de transportistas.
- Cooperativa de seguros.
- Cooperativa sanitaria.
- Cooperativa de enseñanza.
- Cooperativa de crédito.

Como referente histórico, las colectividades surgidas durante la Revolución Española de 1936 fueron una significativa experiencia de una sociedad cooperativista y autogestionada.
Hoy en día se encuentra en España el mayor grupo cooperativista del mundo, la Corporación Mondragón, fundada por el sacerdote vasco P. José María Arizmendiarrieta, conocido como el "apóstol de la cooperación" y que tiene introducida su causa de canonización.

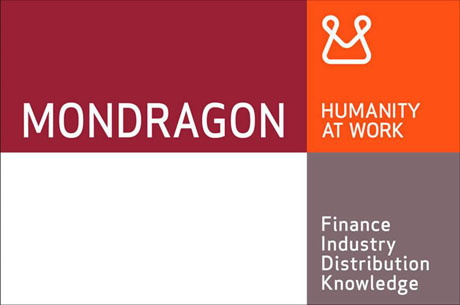

Mondragon es una organización empresarial cooperativa vasca integrada por cooperativas autónomas e independientes que compite en los mercados internacionales, que utiliza métodos democráticos en su organización societaria, y que aspira a la creación de empleo, a la promoción humana y profesional de sus trabajadores y al desarrollo de su entorno social.

#### Reino Unido
En el Reino Unido, el Grupo Cooperativo, (Co-op Group) anteriormente la Sociedad que vende al por mayor Cooperativa (o "CWS"), posee muchos supermercados en todo el país y al mismo tiempo suministra bienes al por mayor a la mayoría de las cooperativas británicas de venta al público, proporcionando un branding y logo comunes. En algunas regiones hay sociedades independientes; por ejemplo, en el suroeste de Inglaterra, en Plymouth y en el sur la cooperativa Occidental posee una mayoría de los supermercados marcados de la Cooperativa. Existe además un banco y una aseguradora cooperativos. Hay varias empresas cooperativas que prestan otros servicios, por ejemplo, de viaje, funerarias, hoteles, etc. Finalmente, y a pesar de que no son cooperativas, hay numerosas y exitosas "Asociaciones de la Vivienda" (Housing Associations), organizaciones sin fines de lucro que construyen y arriendan casas a sus miembros a cambio de una renta módica y estable.